# Alex Howes
Alex Howes (Golden, 1 de gener de 1988) fou un ciclista estatunidenc professional des del 2007 i fins al 2022. El 2019 es va proclamar campió nacional en ruta.

## Palmarès
- 2009
  -  Campió dels Estats Units en ruta sub-23
  - Vencedor d'una etapa al Tour de Utah
- 2014
  - Vencedor d'una etapa a l'USA Pro Cycling Challenge
- 2014
  - Vencedor de 2 etapes a la Cascade Cycling Classic
- 2017
  - Vencedor d'una etapa a la Colorado Classic
  - Vencedor d'una etapa al Tour d'Alberta
- 2019
  -  Campió dels Estats Units en ruta

### Resultats al Tour de França
- 2014. 127è de la classificació general
- 2016. 131è de la classificació general

### Resultats a la Volta a Espanya
- 2013. 93è de la classificació general
- 2015. 129è de la classificació general

### Resultats al Giro d'Itàlia
- 2017. 136è de la classificació general